# Курдль

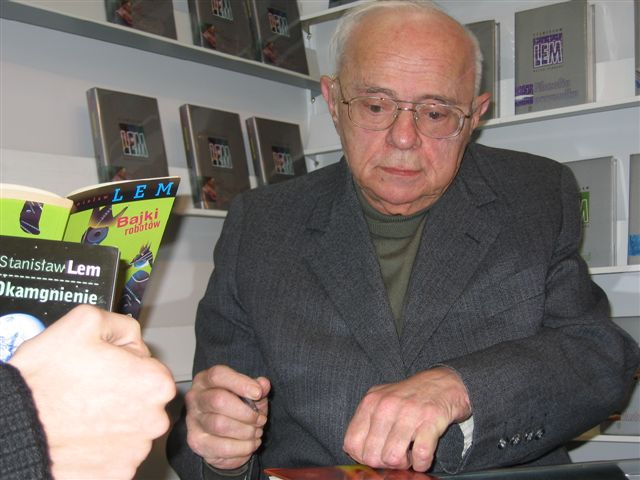
Станіслав Лем 2005 року

Курдль (пол. kurdel) — вигадана тварина велетенських розмірів, що зустрічається у низці творів знаменитого польського письменника Станіслава Лема.
Вперше курдль описується в «Зоряних щоденниках Йона Тихого», в «Подорожі чотирнадцятій» (1956). Курдлі живуть на планеті Ентеропія в сузір'ї Тельця. Зовнішній покрив тіла курдлів відрізняється винятковою міцністю, бо еволюційно розвинувся як захист від періодичного метеоритного дощу — т. зв. хмепа (або, в іншому перекладі, смеґа). Очевидно, панцир курдлів значно міцніший, аніж житла жителів планети, які не витримують ударів метеоритів. Мешканці Ентеропії, ардрити, у давнину використовували курдлів під час хмепу як захисне укриття, живучи всередині них. Це дозволило їм вижити як розумна раса. Згадується, що тіло курдлів є їстівним.
Одним із головних епізодів цього твору є полювання Йона Тихого на курдля. Оскільки панцир курдля непробивний, на нього полюють зсередини. Мисливець, намазаний спеціальною пастою, чекає, коли його проковтне курдль. Потім він домагається, щоб звір вирвав його, залишаючи в череві курдля бомбу з годинниковим механізмом. Вибух бомби вбиває курдля.
Станіслав Лем повернувся до опису курдлів у романі «Огляд на місці» (1982), головним діячем якого знову є Йон Тихий. У цьому творі з'ясовується, що все, побачене Тихим під час 14-ї подорожі, виявилося обманом, оскільки Ентеропія є не чим іншим, як облагородженим парком розваг для туристів, що знаходиться на супутнику планети Енція (7-ма планета Гамми Тельця). Сюжет твору розгортається на Енції. Населення планети ділиться на дві антагоністичні спільноти, одна з яких, Курдляндія, дотримується вкрай своєрідної культури — її мешканці живуть усередині курдлів, а адміністративною одиницею служить стадо курдлів. Під такий спосіб життя підлаштована й відповідна ідеологія, що обґрунтовує необхідність життя в курдлях без міст та основних благ цивілізації. Ця неповторна в Галактиці форма державного устрою, яка називається Курдляндський Політохід — самоврядне об'єднання жилих курдлів, або «містозаврів».
Попри те, що Лем докладно описав роль курдлів у культурі жителів планети, вигляд курдлів описаний їм досить туманно. Відмінна риса курдлів — велетенський розмір: маленьке дитинча курдля є більшим за земного кита. Дорослий курдль має довжину близько сотень метрів, а падіння з пащі курдля рівнозначне падінню з третього поверху. Сліди курдля «ширше за невелику віллу» й людина провалюється в них з головою (у «Подорожі 14» сказано, що вони 5 метрів завширшки). Курдлі роздільностатеві, хоча про наявність самок ніде не згадувалося; спосіб розмноження також залишився невідомим. Забарвлення курдлів не описано. Водночас у «Подорожі 14» курдль, що линяє, мав напівпрозорий панцир, крізь який виднівся вміст шлунка.
Ось як описує Йон цю істоту:

…я зустрів самотнього курдля-самця — він спав на сонці, яке висіло ще досить низько. Мабуть, сни йому снилися погані, бо він страшно харчав, а коли зітхав, з його напіввідкритої пащі виривався справжній вихор, який розганяв вологі випари. Сморід ледве не звалив мене з ніг, тому я виконав обхідний маневр і зайшов з навітряного боку, щоб зробити кілька знімків. Це вдалося б якнайкраще, проте, на жаль, під час перезаряджання касети впали в яму, заповнену вщерть водою і грязюкою, — слід його ніг, і я не наважився пірнути в цю липку калюжу. Цей курдль був справжнім колосом. Здаля я був сприйняв його за якийсь корабель, викинутий бурею на берег, поки не побачив, як роздимаються від дихання його боки. Зі спини в нього звисало лахміття шкури, яка линяла. Більшої частини хвоста бракувало. Згодом у путівнику я знайшов опис таких особин — вони втрачають хвіст, бо самі його надгризають. Такий курдль, зазвичай уже посивілий і серйозно вражений склерозом, зветься плішохвостом.

Курдлі, мабуть, вкрай нерозбірливі у їжі, але не є хижаками. Йон Тихий, потрапивши в шлунок курдля, досліджує його і переконується, що тварина заковтувала чагарники, старий хмиз, сміття тощо. Голос курдля — протяжне тужливе виття.
У радянському мультфільмі 1985 року «Зі щоденників Ійона Тихого. Подорож на Ентеропію» курдль зображений як величезних розмірів істота, що зовні нагадує вимерлих ящерів — бронтозавра чи диплодока, з довгою шиєю і довгим хвостом.
Відомі випадки, коли курдлі виводилися у творах фантастів, які писали сиквели до творів Лема чи наслідування Лему. До таких творів можна віднести, наприклад, оповідання радянського автора Вл. Третьякова «В гостях у курдля» (1965 рік) — своєрідне доповнення до «Подорожі 14», або оповідання В. Євстигнєєва «Як курдль сепульку наставляв» (1986), опубліковані в журналі «Знання — сила».